# Dexter (Míchigan)
Dexter es una villa ubicada en el condado de Washtenaw en el estado estadounidense de Míchigan. En el Censo de 2010 tenía una población de 4067 habitantes y una densidad poblacional de 814,04 personas por km².

## Geografía
Dexter se encuentra ubicada en las coordenadas 42°19′56″N 83°52′52″O / 42.33222, -83.88111. Según la Oficina del Censo de los Estados Unidos, Dexter tiene una superficie total de 5 km², de la cual 4.83 km² corresponden a tierra firme y 0.16 km² (3.27 %) es agua.

## Demografía
Según el censo de 2010, había 4067 personas residiendo en Dexter. La densidad de población era de 814,04 hab./km². De los 4067 habitantes, Dexter estaba compuesto por el 92.72 % blancos, el 1.08 % eran afroamericanos, el 0.42 % eran amerindios, el 2.75 % eran asiáticos, el 0.02 % eran isleños del Pacífico, el 0.84 % eran de otras razas y el 2.16 % pertenecían a dos o más razas. Del total de la población el 2.78 % eran hispanos o latinos de cualquier raza.